# Apertochrysa leai
Apertochrysa leai is een insect uit de familie van de gaasvliegen (Chrysopidae), die tot de orde netvleugeligen (Neuroptera) behoort. 
Apertochrysa leai is voor het eerst wetenschappelijk beschreven door Tillyard in 1917.